# Käthe Kruse

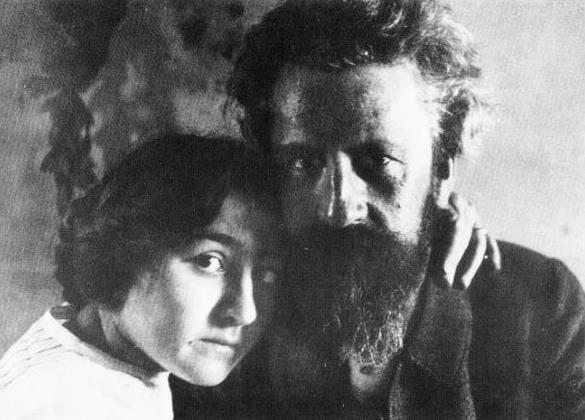
Soții Kruse

Käthe Kruse (n. 17 septembrie 1883, Breslau născută: Katharina Simon – d. 19 iulie 1968, Murnau am Staffelsee) a fost o actriță germană și o producătoare renumită de păpuși. Creațiile ei au în prezent un preț exorbitant, ele se află azi în proprietatea colecționarilor de păpuși.

## Date biografice
Käthe este fiica nelegitimă a funcționarului Robert Rogaske și a croitoresei Christiane Simon. Ea a urmat între  1900 - 1902 cursul de actorie la teatrul Lessing din Berlin. În 1902 este model și are o relație cu sculptorul Max Kruse cu care are o fiică. Acesta o duce în 1904 la  Monte Verità lângă Ascona, unde a început să confecționeze păpuși pentru copiii ei ca  dar de crăciun. În 1909 ea se căsătorește cu Max Kruse cu care are deja trei fiice. Păușile create de ea vor fi expuse în magazininul comercial al lui Hermann Tietz. Käthe Kruse reacționează promt la pretențiile cumpărătorilor, păpușile create de ea vor fi tot mai naturale și frumoase.  Ea ia ca model copiii ei, denumind păpușile după numele copiilor. Numărul comenzilor crește, păpușile ei fiind vândute și în Statele Unite. Familia se mută în 1912 de la Berlin la Bad Kösen unde are o hală pentru producerea păpușilor, ea angajează croitorese și graficiene calificate. În 1925 câștigă procesul cu fabrica de jucării din Nürnberg care a copiat modelul conceput de ea. Este unul din primele procese care au avut loc în istoria patentării produselor. Unul din punctele culminate ale carierei sale este expunerea în 1937 a păpușilor la Expoziția Universală de la Paris. Käthe Kruse nu era interesată în mod deosebit de politică, dar ca om de afaceri a început să producă în perioada nazismului păpuși ca soldați. Ea a refuzat să dea afară angajații ei care erau de origine evrei și a corespondat cu evrei care trăiau în exil. Käthe Kruse pierde soțul și doi fii în timpul celui de al doilea război mondial. Emigrează în 1954 în RFG, deoarece în Zona de ocupație sovietică nu mai poate produce păpuși, în 1952 fabrica ei fiind naționalizată de regimul comunist din RDG.
Vor fi înființate de copii ei două ateliere de producere a păpușilor în Bad Pyrmont și Donauwörth.